# Mesquita Blava (Mazar-e Sarif)
La Mesquita Blava, també coneguda com el Santuari de Hazrat Alí, és una mesquita del centre de Mazar-e Xarif, a la província del nord de Balkh, a l'Afganistan.
Molts pelegrins hi celebren anualment el Nowruz (Any Nou persa). En la cerimònia anual de Jahenda Bala, s'hissa una bandera sagrada en honor a Alí ibn Abi-Tàlib. La gent toca la bandera per a tenir sort l'any nou.

## Història
El soldà de la dinastia seljúcida, Àhmad Sanjar, va construir el primer santuari conegut en aquest indret. Fou destruït o tapat sota un terraplé de terra durant la invasió de Genguis Kan al voltant del 1220. En el segle xv, el soldà timúrida Hussayn Bayqara va construir ací l'actual Mesquita Blava. És, amb molt, el monument més important de Mazar-e Xarif i es creu que el nom de la ciutat (Santuari Noble, Tomba d'Alí ibn Abi-Tàlib) s'origina en aquest santuari.
Un pla de la ubicació de la dècada dels 1910 revela que abans hi havia un recinte emmurallat més petit en la mesquita, que fou enderrocat per a crear terrenys de parc més tard, tot i que els portals d'aquest recinte encara romanen com a portes d'accés al santuari.
Al llarg dels anys, s'hi afegiren tombes de diferents dimensions per a dirigents polítics i religiosos afganesos, la qual cosa ha portat al desenvolupament de les actuals dimensions irregulars, amb la tomba amb cúpula quadrada de l'emir Dost Muhàmmad, Wazir Akbar Khan i una estructura semblant per a l'emir Xir Ali i la seua família.
Segons una llegenda autòctona, Alí fou soterrat en el lloc del santuari. Segons els informes, Alí fou portat ací en un camell blanc per a salvar les seues restes de la profanació dels seus enemics. La majoria de musulmans, però, consideren que Alí està soterrat a la Mesquita de l'Imam Alí, de Najaf, a l'Iraq. La persona enterrada en aquest santuari podria ser anterior a l'islam. Identificar el santuari amb Alí probablement es feu per a garantir-ne la protecció. Una altra llegenda local afirma que tota la mesquita fou enterrada una vegada per a protegir-la dels exèrcits mongols, tot i que no s'han trobat pas proves que recolzen aquesta idea.

## Galeria
- Musulmans resant en el Ramadà del 2012
- Entrada a un dels edificis
- Vista de la mesquita des de lluny, 2011
- Detall dels mosaics en columnes i paret
- Cúpula de la mesquita
- Interior de la cúpula
- Torre del Rellotge d'estil persa